# كاثرين ماجواير
كاثرين ماجواير (بالإنجليزية: Kathryn McGuire)‏ هي ممثلة أمريكية، ولدت في 6 ديسمبر 1903 في الولايات المتحدة، وتوفيت في 10 أكتوبر 1978 بلوس أنجلوس في الولايات المتحدة بسبب سرطان.

## أعمال

### أفلام
- (1924) الملاح
- (1924) شيرلوك جونيور

## وصلات خارجية
- كاثرين ماجواير على موقع IMDb (الإنجليزية)
- كاثرين ماجواير على موقع أول موفي (الإنجليزية)
- كاثرين ماجواير على موقع قاعدة بيانات برودواي على الإنترنت (الإنجليزية)
- كاثرين ماجواير على موقع قاعدة بيانات الأفلام السويدية (السويدية)
- كاثرين ماجواير على موقع قاعدة بيانات الفيلم (الإنجليزية)